# أبو قبيل المعافري
حي بن هانئ بن ناضر أبو قبيل المعافري، تابعي ومحدث يماني، قدم واستوطن مصر، قال ابن يونس: مات سنة ثمان وعشرين ومائة.

## روايته للحديث النبوي
- روى عن: عقبة بن عامر، وعبد الله بن عمرو، وشفي بن ماتع.
- وعنه: يحيى بن أيوب، والليث بن سعد ، وضمام بن إسماعيل، وبكر بن مضر، وجماعة.

## أقوال العلماء فيه
- قال أبو حاتم الرازي: صالح الحديث.
- قال أبو حاتم بن حبان البستي: كان يخطئ.
- قال أبو زرعة الرازي: ثقة.
- قال أبو عبد الله الحاكم النيسابوري: تابعي كبير.
- قال أحمد بن حنبل: ثقة.
- قال أحمد بن صالح الجيلي: ثقة.
- قال ابن حجر العسقلاني: ضعيف لأنه كان يكثر النقل عن الكتب القديمة، و صدوق يهم.
- قال الدارقطني: ثقة.
- قال الذهبي: ضعيف يكثر النقل عن الكتب القديمة.
- قال زكريا بن يحيى الساجي: ضعيف.
- قال مصنفوا تحرير تقريب التهذيب: ثقة.
- قال يحيى بن معين: ضعيف، وقال مرة: ثقة.
- قال يعقوب بن سفيان الفسوي: ثقة.[2]